# Александър Кипров (композитор)
Вижте пояснителната страница за други личности с името Александър Кипров.
Александър Александров Кипров е български композитор на естрадни песни и поп песни.

## Биография
Роден е в София на 11 декември 1950 г. Композира за Лили Иванова, Георги Христов, Васил Петров, Георги Минчев, Чочо Владовски, Ритон, Богдана Карадочева, Тони Димитрова, Деси Добрева и други изпълнители, включително от по-младото поколение. В част от живота си е свирил в трио „Бутик“, заедно с Асен Гаргов и Кирил Йорданов-Киката.